# サンフランシスコを舞台とした作品一覧
サンフランシスコを舞台とした作品一覧（サンフランシスコをぶたいとしたさくひんいちらん）では、サンフランシスコ市を、ロケーションのモチーフとした作品について記述する。

## 文芸（小説・紀行・その他）
- アンドロイドは電気羊の夢を見るか
- 高い城の男
- 小さいケーブルカーのメーベル（バージニア・リー・バートン）
- 白牙

## テレビドラマ
- ALCATRAZ/アルカトラズ
- 異常犯罪捜査班S.F.P.D.
- 鬼警部アイアンサイド
- オルタード・カーボン
- サンフランシスコの空の下
- 署長マクミラン
- スライダーズ
- ダーマグレッグ
- フラーハウス
- フルハウス
- 名探偵モンク
- ヤング アンド ハングリー
- ルッキング

## 映画
- 愛が微笑む時
- 愛という名の疑惑
- アントマン&ワスプ[1]
- インナースペース
- イップ・マン 完結[2]
- ウーマン・イン・レッド
- ウーマン・オン・トップ
- X-MEN:ファイナル ディシジョン[1]
- おかしなおかしな大追跡
- 風の名はアムネジア
- カフス!
- カリフォルニア・ダウン[1]
- クリスティーナの好きなコト[1]
- 恋人はゴースト[1]
- ザ・ロック[1]
- 猿の惑星: 新世紀[1]
- 水爆と深海の怪物
- ダーウィンアワード
- ダーティハリー[1]
- ターミネーター4
- 天使にラブ・ソングを…
- 天使にラブ・ソングを2
- ドクタードリトル
- 鳥
- ハルク[1]
- ピクセル[1]
- ファール・プレイ
- プリティ・プリンセス[1]
- ふりむけば愛（日本映画）
- ベイマックス[1]
- ミセス・ダウト[1]
- めまい[1]

## 漫画・アニメ
- ゴルゴ13
- トイストーリー
- ルパン三世 アルカトラズコネクション
- 20世紀少年

## 音楽
- 想い出のサンフランシスコ
- サンフランシスコ・ベイ・シティ
- シスコはロック・シティ

## ゲーム
- ウォッチドッグス2